# Plénisette
Plénisette ist eine Gemeinde im französischen Département Jura in der Region Bourgogne-Franche-Comté.

## Geographie
Plénisette liegt auf 820 m, etwa elf Kilometer nordöstlich der Stadt Champagnole (Luftlinie). Das Bauerndorf erstreckt sich im Jura, auf der ausgedehnten Hochfläche, die nördlich an das Val de Mièges anschließt, am Rand der Forêt de la Joux.
Die Fläche des 2,61 km² großen Gemeindegebiets umfasst einen Abschnitt des französischen Juras. Fast das gesamte Gebiet wird von einer Hochfläche eingenommen, die durchschnittlich auf 820 m liegt. Sie weist nur sehr geringe Reliefunterschiede auf und ist von Wies- und Weideland, im nördlichen Teil hauptsächlich von Wald bedeckt. Das Hochplateau besitzt keine oberirdischen Fließgewässer, weil das Niederschlagswasser im verkarsteten Untergrund versickert. Südöstlich des Dorfes reicht der Gemeindeboden in die Talmulde eines Seitenbachs des Ruisseau du Gouffre de l’Houle. Nach Norden erstreckt sich das Gemeindeareal über das Hochplateau in das ausgedehnte Waldgebiet der Forêt de la Joux. Auf einer Kuppe wird mit 890 m die höchste Erhebung von Plénisette erreicht.
Nachbargemeinden von Plénisette sind Plénise im Norden und Osten, Mièges im Südosten sowie Onglières im Süden und Westen.

## Geschichte
Erstmals urkundlich erwähnt wird Plénisette im 14. Jahrhundert. Im Mittelalter gehörte das Dorf zur Herrschaft Nozeroy. Zusammen mit der Franche-Comté gelangte es mit dem Frieden von Nimwegen 1678 an Frankreich.

## Bevölkerung
| Jahr                       | 1962 | 1968 | 1975 | 1982 | 1990 | 1999 | 2005 | 2017 |
| Einwohner                  | 34   | 29   | 24   | 21   | 23   | 30   | 35   | 25   |
| Quellen: Cassini und INSEE |      |      |      |      |      |      |      |      |

Mit 21 Einwohnern (Stand 1. Januar 2022) gehört Plénisette zu den kleinsten Gemeinden des Départements Jura. Nachdem die Einwohnerzahl in der ersten Hälfte des 20. Jahrhunderts stets im Bereich von rund 50 Personen gelegen hatte, wurde besonders in der Mitte des Jahrhunderts ein Rückgang verzeichnet. Seit Beginn der 1970er Jahre verblieb die Einwohnerzahl auf konstantem Niveau.

## Wirtschaft und Infrastruktur
Plénisette war bis weit ins 20. Jahrhundert hinein ein vorwiegend durch die Landwirtschaft, insbesondere Viehzucht und Milchwirtschaft, sowie durch die Forstwirtschaft geprägtes Dorf. Noch heute leben die Bewohner zur Hauptsache von der Tätigkeit im ersten Sektor. Außerhalb des primären Sektors gibt es keine Arbeitsplätze im Dorf. Einige Erwerbstätige sind auch Wegpendler, die in den umliegenden größeren Ortschaften ihrer Arbeit nachgehen.
Die Ortschaft ist verkehrstechnisch recht gut erschlossen. Sie liegt nahe der Hauptstraße D471, die von Champagnole nach Pontarlier führt. Weitere Straßenverbindungen bestehen mit Mièges und Andelot-en-Montagne.